# Konetontli migrus
Espèce
Konetontli migrus est une espèce de scorpions de la famille des Vaejovidae.

## Distribution
Cette espèce est endémique du Guerrero au Mexique. Elle se rencontre vers Coyuca de Catalán.

## Description
Le mâle holotype mesure 14,8 mm.

## Publication originale
- González-Santillán & Prendini, 2015 : « Systematic revision of the North American syntropine vaejovid scorpions with a subaculear tubercle, Konetontli González-Santillán and Prendini, 2013. » Bulletin of The American Museum of Natural History, no 397, p. 1-78 (texte intégral).